# Europaparlamentsvalet i Finland 2014
Europaparlamentsvalet i Finland 2014 ägde rum söndagen den 5 maj 2014. Drygt 4,4 miljoner personer var röstberättigade i valet om de tretton mandat som Finland hade tilldelats innan valet. I valet tillämpade landet ett valsystem med partilistor och d’Hondts metod, utan någon spärr för småpartier. Finland var inte uppdelat i några valkretsar, utan fungerade som en enda valkrets. Sannfinländarna och Vänsterförbundet fick varsitt nytt mandat, Gröna förbundet tappade ett mandat och Kristdemokraterna tappade helt sin representation i Europaparlamentet.
Samlingspartiet och Centern fick tre mandat, Sannfinländarna och Socialdemokraterna fick två mandat, Gröna förbundet, Svenska folkpartiet och Vänsterförbundet fick varsitt mandat. Sett till de europeiska partigrupperna fick Alliansen liberaler och demokrater för Europa (ALDE) flest mandat, fyra stycken med kandidater från både Centern och Svenska Folkpartiet. 
Valdeltagandet blev 39,1 procent. Varje registrerat parti eller valmansförening fick ställa upp med högst tjugo kandidater var. Kommunistiska Arbetarpartiet bojkottade valet. Totalt 251 kandidater ställde upp för val. 

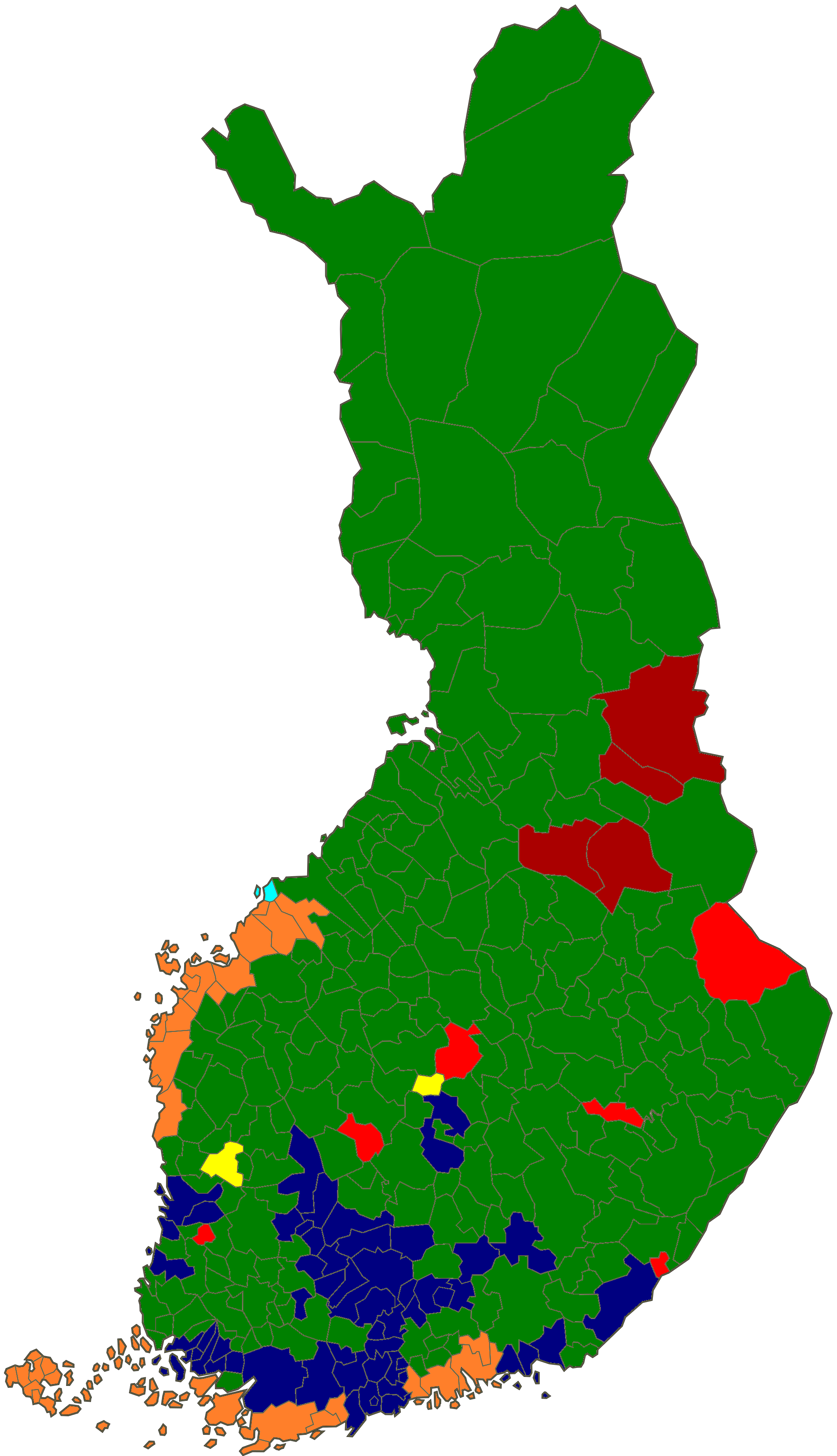
Partier som fått mest röster per kommun. Siffran inom parentes anger i hur många kommuner partiet fått flest röster.
Centern (213)
Samlingspartiet (56)
Svenska folkpartiet (38)
Socialdemokraterna (6)
Vänsterförbundet (4)
Sannfinländarna (2)
Kristdemokraterna (1)

## Valda kandidater
| Kandidat               | Parti               | Röster  | Partigrupp |
| ---------------------- | ------------------- | ------- | ---------- |
| Alexander Stubb        | Samlingspartiet     | 148 190 | EPP        |
| Jussi Halla-aho        | Sannfinländarna     | 80 772  | ECR        |
| Olli Rehn              | Centern             | 70 398  | ALDE       |
| Paavo Väyrynen         | Centern             | 69 360  | ALDE       |
| Anneli Jäätteenmäki    | Centern             | 59 538  | ALDE       |
| Merja Kyllönen         | Vänsterförbundet    | 58 611  | GUE/NGL    |
| Sirpa Pietikäinen      | Samlingspartiet     | 49 842  | EPP        |
| Liisa Jaakonsaari      | Socialdemokraterna  | 44 061  | E&D        |
| Henna Virkkunen        | Samlingspartiet     | 43 829  | EPP        |
| Miapetra Kumpula-Natri | Socialdemokraterna  | 40 734  | E&D        |
| Sampo Terho            | Sannfinländarna     | 33 833  | ECR        |
| Heidi Hautala          | Gröna förbundet     | 31 725  | G/ALE      |
| Nils Torvalds          | Svenska folkpartiet | 29 355  | ALDE       |